# Линия Надреза
«Линия Надреза» — украинская панк-группа, долгожитель отечественного музыкального андерграунда. Основана в Харькове в 1997 году. Несменный фронтмен — Владимир Сазонов, гитарист и вокалист, автор музыки и текстов, поэт, более известный как Вождь. Музыкальный стиль группы можно охарактеризовать как синтез жанров: панк-рок, тру-панк, сибирский панк, рок, андерграунд.

## История

### «Архаический» период (1997—2007)
Появлению группы «Линии Надреза» предшествовало творческое знакомство в 1996 году Владимира Сазонова «Вождя» с Антоном Буллетом, ныне известным украинским писателем и путешественником. На тот момент Вождь играл на гитаре, Буллет — на бас-гитаре. Чуть позже Вождь начал играть с двумя другими музыкантами: «Пони» (ударные) и Олег К. «Геша» (бас) и параллельно работал со вторым коллективом, куда входили Сергей «Сержант» (бас), Алексей (ритм-бокс) и Михаил Лукьяненко «Мулинекс» (гитара, вокал, ныне — известный украинский режиссер).
При активном сотрудничестве «Мулинекса» и Вождя в 1997 году как раз и состоялся старт проекта «Линия Надреза». С этого момента у группы возникло название, а также проявилась ее отличительная черта: развитие по пути часто сменяющихся участников и «пробных» составов, ядром которых всегда остается Владимир Сазонов.
Среди первых выступлений были «квартирник на Зерновой» в 1997 году, в котором также участвовали уже знаковые фигуры конктркультурной среды: рок-музыканты Александр Непомнящий и Макс Крижевский, а также квартирник на Алексеевке с лидером группы «Ботаника» в 1999 году. У «Линии Надреза» начались активные выступления, в основном в акустическом формате, на различных площадках: КЛРР (ныне — «Клуб любителей акустического рока»), кинотеатр «Юность», актовый зал ХИРЕ и т. д. Был записан первый альбом. Одной из первых видеоработ стал клип на песню «Тупик».
С 1999 до 2002 года несколько песен были исполнены при участии Натальи Манжулы (вокал), включая одну из наиболее популярных остросоциальных песен — «Белое облако». Владимир Сазонов постепенно приходил к «электричеству», и в 2000—2001 гг. экспериментировал в жанре «punk-in-black»: как представитель «Линии Надреза» выступал с музыкантами дєт/блэк-металл-группы «Скорбут» (она же позднее — «Нагваль») в харьковских клубах «Форт», «Дыра» и пр. Впоследствии участник «Скорбута» Евгений Фатеев «Чен» на какое-то время появлялся в «Линии Надреза» как барабанщик.
В 2002 году состав «Линия Надреза» несколько обновился: с Вождем играли Константин Побигайло (бас-гитара, будущий лидер группы «Насквозь»), Николай (ударные), продолжалось сотрудничество с «Мулинексом».

### «Классический» период (2008—2014)

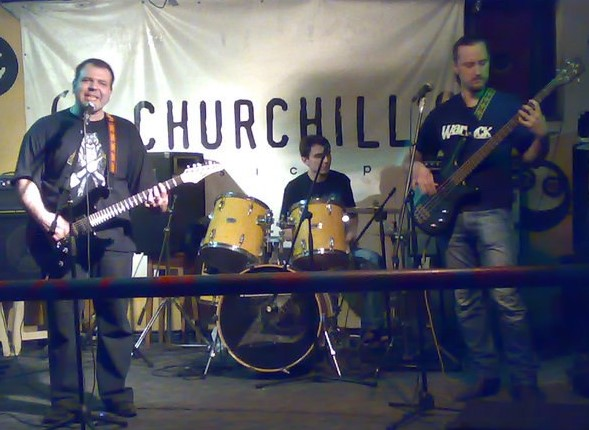
Линия Надреза в Churchill’s Pub, 2010 г.

В 2008 году состоялось очередное форматирование группы: к Владимиру Сазонову (гитара, вокал) присоединились Олег Чефранов «Фрэша» (бубен, ударные) и Дмитрий Коновалов «Кардинал» (бас). С 2010 по 2015 год в «Линии Надреза» участвовала Татьяна С. «Мавка» (вокал, блок-флейта), снова появлялся Евгений Фатеев «Чен» (ударные), на смену которому в 2013 году пришел Дмитрий Гуменюк «Гризли» (ударные). Снято несколько клипов, среди них — на песню «Линия жизни». Уникальностью данного периода являлось наличие сразу двух барабанщиков. В результате группа целиком перешла на электрическое исполнение, активно расширила репертуар, играя преимущественно в жанре сибирский панк.

### «Тру-панковский» период (2015—2017)
С 2015 года в «Линию Надреза» входили: Владимир Сазонов «Вождь» (гитара, вокал), Александра Белова «Кучерявкина» (бас, вокал), Дмитрий Гуменюк «Гризли» (ударные, 2015), Олег Чефранов «Фрэша» (ударные, 2016—2017). Этот период характеризовался значительным пополнением репертуара в жанре панк и тру-панк. Группа проводила частые (иногда по несколько в месяц) концерты в Харькове — в клубах «Akuna Matata», «Жара», «Zeppelin Pub», «Агата», «Стена» и пр. С середины 2016 года наряду с работой в электричестве «Линия Надреза» далее развивала акустическое направление.

### Современный «экспериментальный» период (2018—2021)

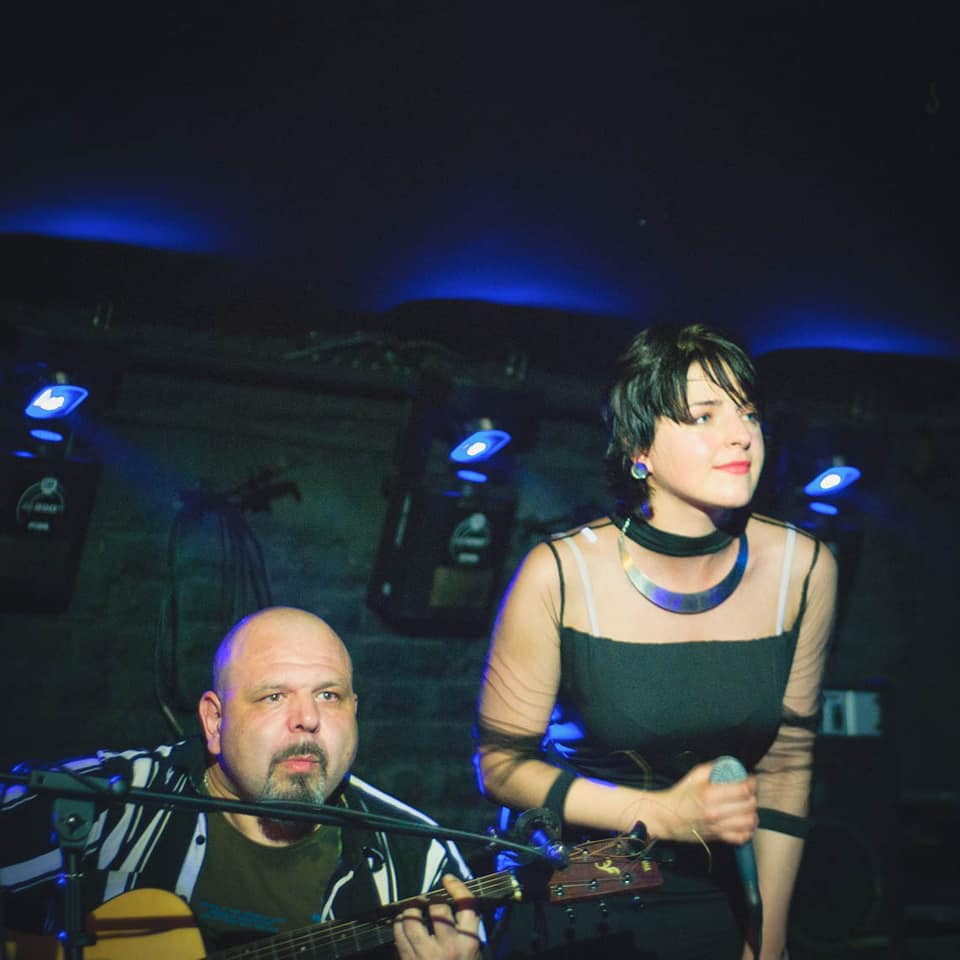
Линия Надреза в Heisenberg Pub, 2021 г.

С 2018 года к Вождю присоединились Галина Нуреева (бас, будущая участница группы «Человек-Животное») и Лия Капанадзе (вокал, ныне также актриса театра и кино). «Линия Надреза» регулярно выступала в клубах и в формате квартирников, исполняла старые панковские композиции, но при этом постоянно экспериментировала. В их творчестве появились элементы различных новых жанров, в том числе блюза и джаза. Примечательным стало расширение репертуара за счет песен «харьковского цикла», которые посвящены известным районам города, а также культовым личностям — например, песня «Митасов» о реально существовавшем в Харькове художнике, городской легенде Олеге Митасове.
Начиная с 2019 года «Линию Надреза» представляют Владимир Сазонов, Лия Капанадзе, Олег Чефранов.

### Другие участники группы
В разные годы в группе выступали в качестве участников и приглашенных артистов многие талантливые музыканты: Алексей Воробьев (бас, участник группы «Жуй»), Руслан Побигайло (ударные), Татьяна Хващевская (аккордеон), Дарья Цимбал (флейта), Юлия Белых (скрипка), Юрий Голосов (саксофон), Анна Гринченко (вокал), Ольга Фролова (вокал) и др.

## Дискография
- «Преисподняя», «Марш по трупам», «Тупик» — 1997, 1998
- «Линия жизни», «Тюремное солнце» — 1998, 1999
- «Стоп-кали-калло» (2 части) — 1999, 2000
- «Наружу» (альбом-сингл) — 2003
- «Скотомогильник» — 2012
- «Реинкарнация» — 2014
- «Антарктида» — 2022

## Прочие произведения

### Книга стихов
В апреле 2021 года в Харькове опубликован сборник стихов Владимира Сазонова «Линия Надреза», куда были включены стихотворения и тексты более 70 песен группы, написанные в период с 1996 по 2021 год. Также в книгу вошло эссе Александры Беловой, очерк Игоря Журавля, комментарий Ермена Анти (лидер группы «Адаптация»). Предисловие и послесловие написала инициатор публикации книги, редактор Лана Фриман.

## Сотрудничество с другими исполнителями
«Линия Надреза» на совместных концертах и квартирниках выступала с рядом известных исполнителей и коллективов: Александр Непомнящий, «Адаптация», Манагер, «Пасхальное Шествие», По.Ст., «Ботаника», Макс Крижевский, «Белые Крылья», «Человек-Животное», Кощей, «Нога», «Кончина мадам Петуховой»,  «Евробонаты», «Радость», «Камера Сгорания», Сергей Трубаев, Жмур, Эдвард Кучеренко, «Жуй», «Стинкер», АСД, «Синдром Деревянной Куклы», «Привокзальный Подвал», «Насквозь», Павел Кондаков, Юрий Фадеев, «Тихуана», Морж, «Ремонт Чехлов», Елена Недорезова, «Территория Отчуждения», «Действо», Коча, «Джинсовая Осень», Горелов, «Музыка Ветра», Лена Черная, «Невесты Бога», «Планетарий» и др.